# فاتو جينج
فاتو جينج هي ناشطة شابة من أجل المناخ في غامبيا تهتم بتربية وغرس الأشجار والحفاظ عليها. وهي معترف بها دوليًا كمنظِّمة للعمل المناخي للشباب في البلاد، بما في ذلك استضافة المؤتمر الوطني للشباب حول تغير المناخ، والمنسق القطرى وعضوة مجلس الإدارة العالمي في مصنع من أجل الكوكب  وجُمعة لمنظِّم المستقبل. في عام 2019 كانت جزءًا من اتفاقية الأمم المتحدة الإطارية بشأن تغير المناخ ضمن وفد الشباب لمفاوضات المناخ.
حصلت على جائزة حوار الشباب الغامبي في كيو تي في لشهر يونيو 2019 لدفاعها عن تغير المناخ و وصفتها واتسون غامبيا بأنها واحدة من أكثر ثلاثين شابًا غامبيًا نفوذاً.
جينغ طالبة في جامعة غامبيا، وكانت أول رئيسة لاتحاد طلاب الجامعة.